# Livistona
Livistona é um género botânico pertencente à família Arecaceae. Engloba 36 espécies, nativas da Ásia meridional e sudeste, Austrália, e África. São palmeiras com folhas em forma de leque, com pecíolo armado, arredondado e costado. Espécies de Livistona são utilizadas como fonte de alimento para as larvas de algumas espécies de lepidópteros, incluindo Batrachedra arenosella (gravado no subglobosa L.) e archon Paysandisia.

## Espécies
- Livistona australis - palmeira-leque-de-saia ou palmeira-australiana
- Livistona chinesis -  palmeira-leque-da-china

1. ↑  «Livistona — World Flora Online». www.worldfloraonline.org. Consultado em 19 de agosto de 2020